# 구치토리가시

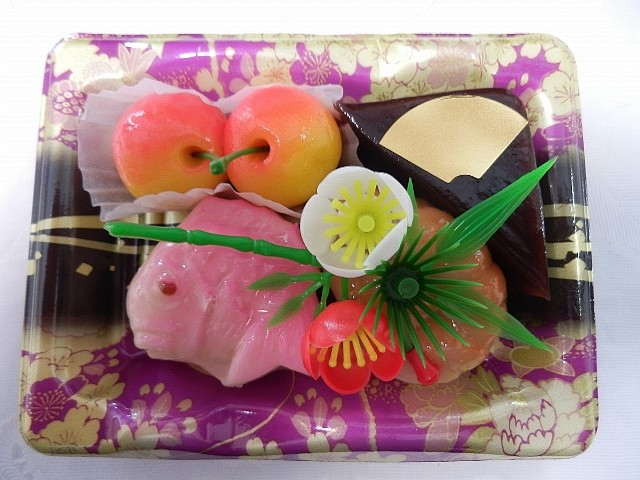

구치토리가시(일본어: 口取り菓子 쿠치토리가시[*])는 일본 요리의 일종으로, 다과회에서 차를 내기 전에 그릇에 담아 내는 과자를 말한다.